# Barre
 Barre  es una población y comuna francesa, ubicada en la región de Mediodía-Pirineos, departamento de Tarn, en el distrito de Castres y cantón de Murat-sur-Vèbre.

## Demografía
| 362 | 384 | 369 | 286 | 257 | 215 |
| Para los censos de 1962 a 1999 la población legal corresponde a la población sin duplicidades (Fuente: INSEE [Consultar]) |     |     |     |     |     |

## Sitios y monumentos

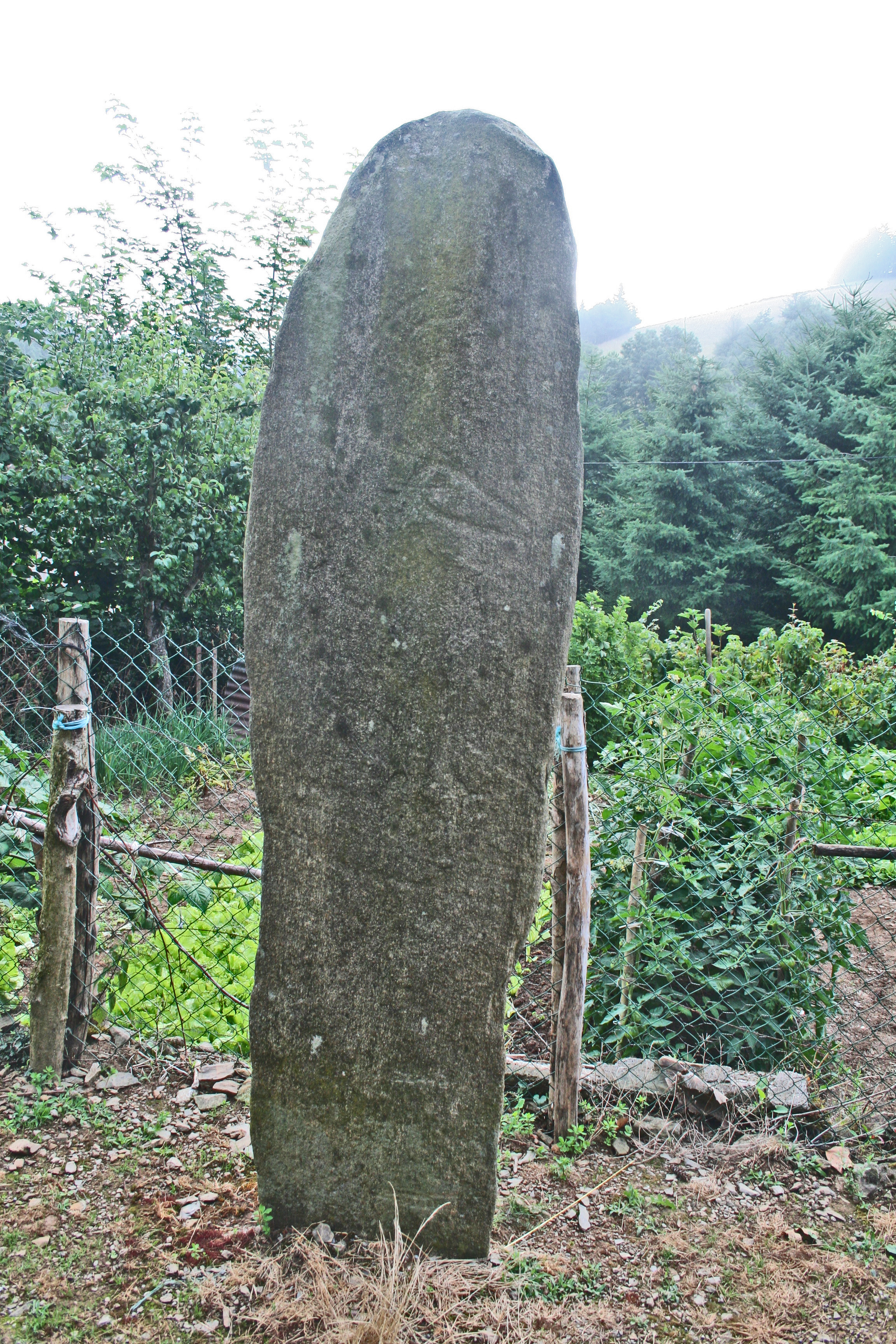
Estatua-menhir de Cantoul.

- Estatua-menhir de Cantoul.
- Castel de Gos
- Iglesia Notre-Dame
- Iglesia de Gos (1845)